# Nebeska udica
Nebeska udica é um filme de drama sérvio de 2000 dirigido e escrito por Ljubiša Samardžić. Foi selecionado como representante da Sérvia à edição do Oscar 2001, organizada pela Academia de Artes e Ciências Cinematográficas.

## Elenco
- Nebojša Glogovac - Kaja
- Ana Sofrenović - Tijana
- Ivan Jevtović - Turca
- Katarina Žutić - Zozi
- Nikola Kojo - Zuba
- Sonja Kolačarić - Seka
- Dragan Bjelogrlić - Toza
- Irfan Mensur - Zuka
- Nikola Đuričko - Siske
- Nikola Pejaković - Lokator
- Boris Milivojević - Bolid